# 소납언
소납언(일본어: 少納言 쇼나곤[*])은 일본 조정의 최고기관인 태정관의 관직이다. 당명(唐名, 중국 풍의 별칭)은 급사중(給事中). 사등관 중 3등급인 판관(判官)에 해당하며, 위계는 종오위하(従五位下). 정원은 3인이나, 정원 외의 권소납언(権少納言) 등이 설치되었다.
태정관의 정책결정기관인 의정관(議政官)의 아래에서 좌변관국(左弁官局)·우변관국(右弁官局)과 함께 실무를 담당하는 소납언국(少納言局)을 구성하며, 외기(外記, 서기)·사생(史生, 하급 서기관)·시부(使部, 잡무 담당)를 통솔하였다.
주요 직무는 칙령의 하달과 그에 필요한 어새·태정관 인장·역령(駅鈴)의 관리. 다이호 율령에서는 지쥬(侍従)를 겸임하며 일본 천황을 근처에서 모시는 비서관급으로 정하고 있으나, 지쥬의 역직이 번잡하였기 때문에 점차 하급관리인 외기에게 직무가 넘어가게 되었다. 더욱이 영외관으로 천황의 비서관에 해당하는 구로도(蔵人)가 설치되자 천황의 근시라는 지위가 크게 약화되어, 단지 인장을 관리하는 역직이 되었다. 소납언국의 실무는 대외기(大外記)와 소외기(少外記)가 행하여 외기국(外記局)이라고 불리게 되었다.

## 같이 보기
- 태정관
- 공가
- 일본 궁내청